# Maguiresbridge
Maguiresbridge (Droichead Mhig Uidhir in gaelico irlandese) è un villaggio dell'Irlanda del Nord, situato nella contea di Fermanagh.